# Geiselnahme von Budjonnowsk
Die Geiselnahme von Budjonnowsk fand 1995 in der südrussischen Stadt Budjonnowsk statt.

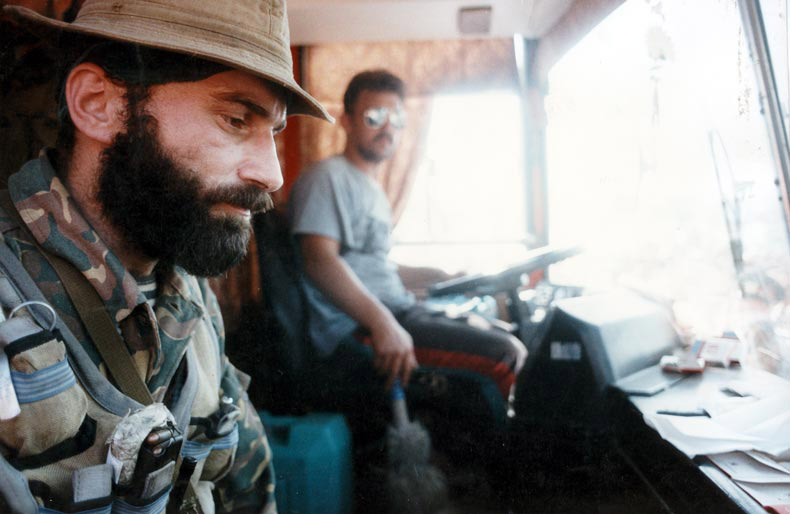
Schamil Salmanowitsch Bassajew bei seiner Abreise aus Budjonnowsk, 19. Juni 1995

Tschetschenische Terroristen unter der Führung von Schamil Bassajew nahmen am 14. Juni 1995 im Krankenhaus der Stadt zwischen 1100 und 1600 Geiseln. Sechs Tage später stürmten russische Sicherheitskräfte das Krankenhaus. 120 Geiseln wurden getötet und rund 400 verletzt. Der damalige Präsident Boris Jelzin kritisierte später das brutale Vorgehen der russischen Truppen.
An direkten Verhandlungen mit Bassajew nahmen unter anderem ein Abgeordneter der Staatsduma, Russlands zum damaligen Zeitpunkt berühmtester Psychotherapeut und Wunderheiler Anatoli Kaschpirowski teil. Am 18. Juni 1995 vereinbarte Ministerpräsident Wiktor Tschernomyrdin mit Bassajew die Freilassung der überlebenden Geiseln gegen die Einstellung der russischen Militäraktionen im Ersten Tschetschenienkrieg, den Beginn von Friedensgesprächen und freien Abzug der Geiselnehmer.
Der FSB-Vorsitzende Sergei Stepaschin und Innenminister Wiktor Jerin verloren danach ihre Posten.
Nach dem Geiseldrama in Budjonnowsk verabschiedete die Duma ein Gesetz zur Terrorismusbekämpfung, das russischen Behörden grundsätzlich verbietet, Forderungen von Terroristen nachzugeben. 
Der 22. Juni 1995 wurde zum nationalen Trauertag in Russland erklärt.